# Rhinobatos holcorhynchus
 Rhinobatos holcorhynchus es una especie de peces de la familia Rhinobatidae en el orden de los Rajiformes.

## Morfología
• Los machos pueden llegar alcanzar los 127 cm de longitud total.

## Reproducción
Es ovíparo.

## Distribución geográfica
Se encuentra desde las  costas de Kenia hasta las de KwaZulu-Natal (Sudáfrica ).